# Spinilabochilus deserticola
Spinilabochilus deserticola är en stekelart som först beskrevs av Kostylev 1935.  Spinilabochilus deserticola ingår i släktet Spinilabochilus och familjen Eumenidae. Inga underarter finns listade i Catalogue of Life.